# Jicchak Luria
Jicchak ben Šlomo Luria (hebrejsky: יִצְחָק בן שלמה לוּרְיָא אשכנזי), někdy též uváděn jako Izák Luria, někdy s přídomkem Aškenazi, znám též jako Ari, Ari ha-Kadoš nebo Arizal (asi 1534, Jeruzalém – 25. července 1572, Safed) byl židovský kabalista, zakladatel tzv. luriánské kabaly.
Jeho otec pocházel pravděpodobně z Polska nebo Německa, proto získal přídomek Aškenazi. Matka byla Sefardka. Dětství prožil v egyptské Káhiře, kde se seznámil s kabalou. Zohar si přečetl ve 22 letech. Okolo roku 1570 odešel do Safedu, kde byla nejvýznamnější kabalistická škola, a kde ho vyučoval její zakladatel Moše Cordover. Luria vyvinul později osobité pojetí kabaly, které nezachytil písemně, ale učinil tak jeden z jeho žáků Chajim Vital. Soubor těchto textů byl nazván Ec chajim (Strom života). Dlouho byl znám jen v safedském okruhu, ale roku 1772 se dostal do Evropy.
Nově uchopil teorii tzv. sefír (sefirot) a propojil ji s novým pojmem, který zavedl: cimcum (stažení, míněno je stažení Boha z nižších sefír, z hmotného světa). Rozvinul též učení o prvním člověku Adamu Kadmonovi a o tajemné "kosmické katastrofě" švirat kelim (rozbití nádob), která uvěznila boží světlo v materiálním světě. Úkolem kabalisty je podle Lurii toto světlo z hmoty osvobodit. Pojmy tikun (porušení světa) a gilgul (stěhování duší) kabalu velmi přiblížil východnímu konceptu reinkarnace. Věnoval se i otázkám mesiánským, tyto pasáže měly později vliv na sabatiánské hnutí a chasidismus.